# Игуманија Иларија (Сретеновић)
Иларија (световно Зорка Сретеновић; Мрчајевци код Чачка, 2. август 1918 — Манастир Покајница, 22. мај 2003) била је истакнута православна монахиња и игуманија Манастира Покајнице.

## Биографија
Игуманија Иларија (Сретеновић) рођена је 2. августа 1918. године у селу Мрчајевцима код Чачка, од оца Тиосава и мајке Маре (рођене Кнежевић). Приликом крштења је добила име Зорка.
Ступила је у Манастир Жичу код Краљева, 1936. године код епископа жичкога Николаја Велимировића. После три године, замонашила се у Браничевској епархији, у Манастиру Нимник код Курјача, код игуманије Параскеве (Јовановић), 22. јуна 1939. године руком браничевског епископа Венијамина Таушановића.
Мати Иларија је обављала службу у манастирима овчарско-кабларским, фрушкогорским, Височка Ржана (на Старој планини) и Света Тројица у Скопској црној гори. Од 1966. године монаховала је у Рашко-призренској епархији, код епископа Павла Стојчевића (касније патријарх), односно у Манастиру Мушутиште на Косову и Метохији. Са сестрама је чувала манастир Свете Тројице од шиптарских насртаја. Тамо је надлежни епископ Павле произвео у чин игуманије.
Дана 6. августа 1992. године браничевски епископ Сава Андрић поверио је њој управу у Манастиру Покајница код Велике Плане. Њеним залагањем замењен је трулежни кров на цркви, иконе су очишћене и враћен је првобитни сјај цркве. Завршила је изградњу манастирског конака, изградила је економске зграде.
Упокојила се у Господу 22. маја 2003. године у Манастиру Покајници, а сахрањена је у порти манастира.